# ماهی قل‌قلی
ماهی قل‌قلی (انگلیسی: Fish ball) فراوردهٔ غذایی گلوله‌ای‌شکل حاوی گوشت سفید ماهی است که با شیر، آرد، عصارهٔ رقیق ماهی و ادویه مخلوط و به شکل سوپ یا آبگوشت پخته می‌شود یا به صورت سرخ شده مصرف می‌شود. منشأ این فراوردهٔ غذایی کشور چین است و علاوه بر آن در کشورهای جنوب شرق آسیا مانند هنگ کنگ، تایلند، ماکائو و ویتنام نیز علاقه مندان زیادی دارد. در برخی مناطق اروپا مانند اسکاندیناوی و ایسلند نیز غذایی مشابه این غذا تهیه می‌شود.